# Zonnestein (verkeersplein)

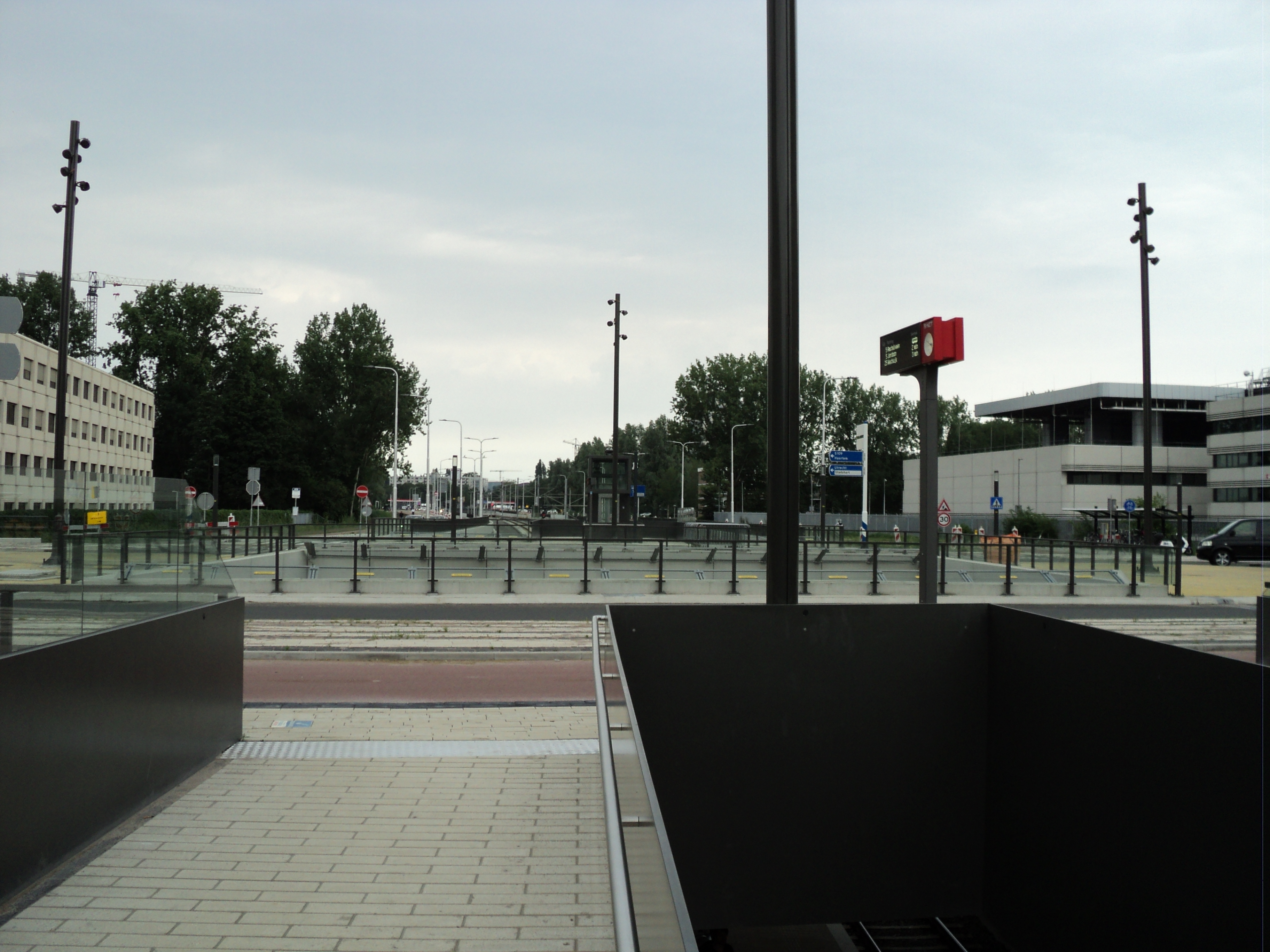
Het verkeersplein zelf, boven de huidige tramhalte

Zonnestein is een ongelijkvloers verkeersplein met een geïntegreerde tramhalte van de Amsterdamse tram in Amstelveen waar de tramlijnen 5 en 25 stoppen. Tot 2019 was het een gelijkvloerse kruising en naast tramhalte tevens een sneltramhalte. Het verkeersplein is vernoemd maar een buitenplaats aan de Amstel.
De halte ligt verdiept in een tunnelbak onder het kruispunt van de Beneluxbaan met de Straat van Messina. De halte is genoemd naar de straat Zonnestein ten westen van de Straat van Messina. Aan de westzijde ligt de woonwijk Elsrijk en aan de oostzijde Kostverloren.

## Geschiedenis

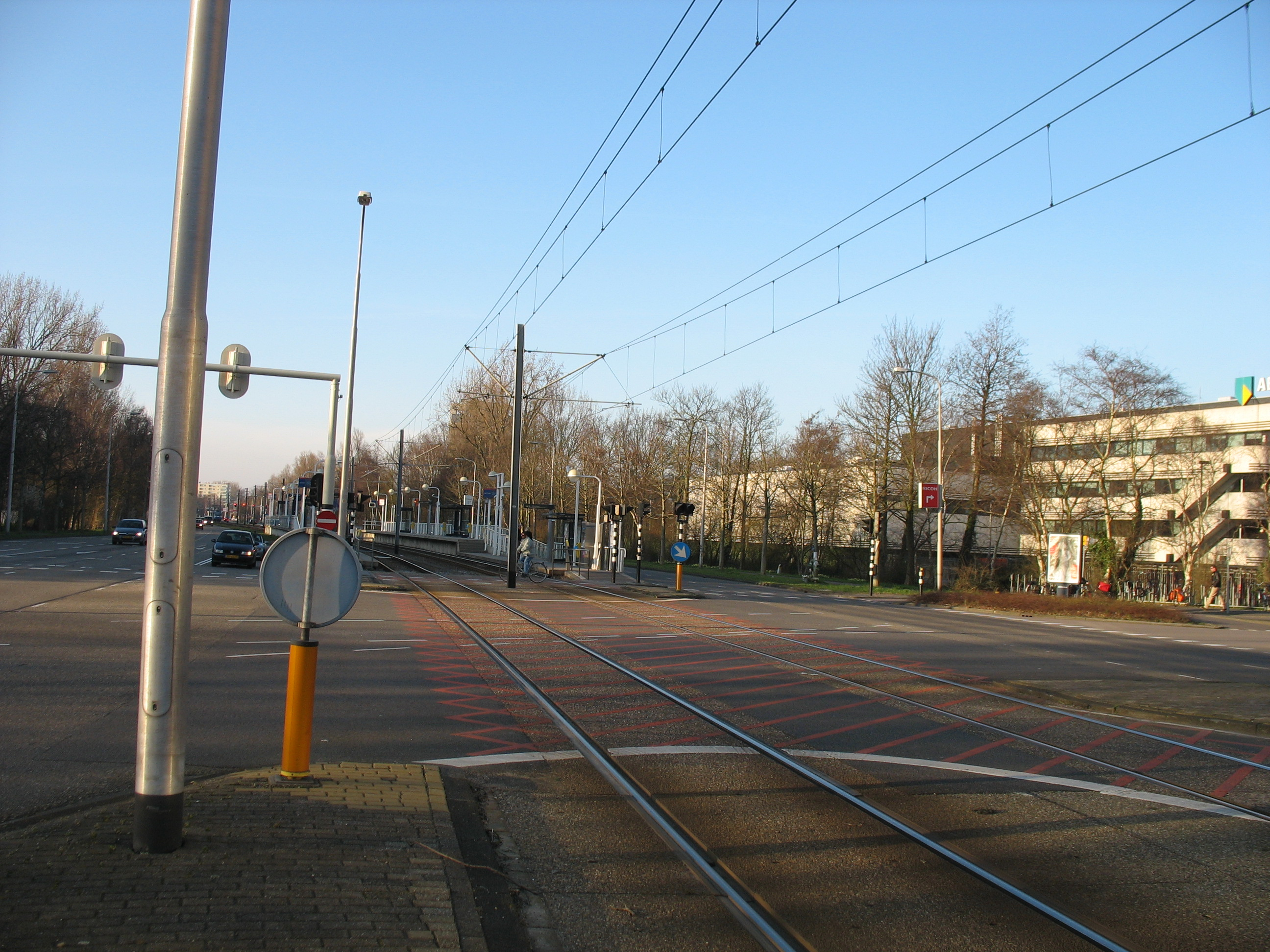
Een glimp van de oude sneltramhalte, 2007

De tramhalte werd geopend op 30 november 1990 en had oorspronkelijk twee zijperrons met een 65 meter lang hoog gedeelte voor sneltram 51 en een 30 meter lang laag gedeelte voor tramlijn 5. De halte was qua opzet exact hetzelfde als de sneltramhaltes Kronenburg en Van Boshuizenstraat. De haltes A.J. Ernststraat en De Boelelaan / VU hadden ook een verhoogd sneltramgedeelte en een laag tramgedeelte met zijperrons, maar bij deze haltes stopte de sneltram zuidelijker dan de tram, terwijl dit bij Zonnestein en Kronenburg andersom was.

## Verbouwing
Op 3 maart 2019 werd de halte tijdelijk opgeheven en voor lijnen 5 en 6 was een tijdelijke vervangende halte "Biesbosch" ingesteld (deze werd al geopend bij de tijdelijke opheffing van halte Kronenburg maar weer werd opgeheven bij de heropening op 9 maart 2020). De halte lag ter hoogte van Biesbosch. Sneltram 51 verdween op 3 maart 2019 en van 28 mei 2019 tot en met 6 november 2020 verscheen in de spitsuren lijn 6. Per 13 december 2020 is de halte in gebruik genomen door de nieuwe Amsteltram (tramlijn 25).

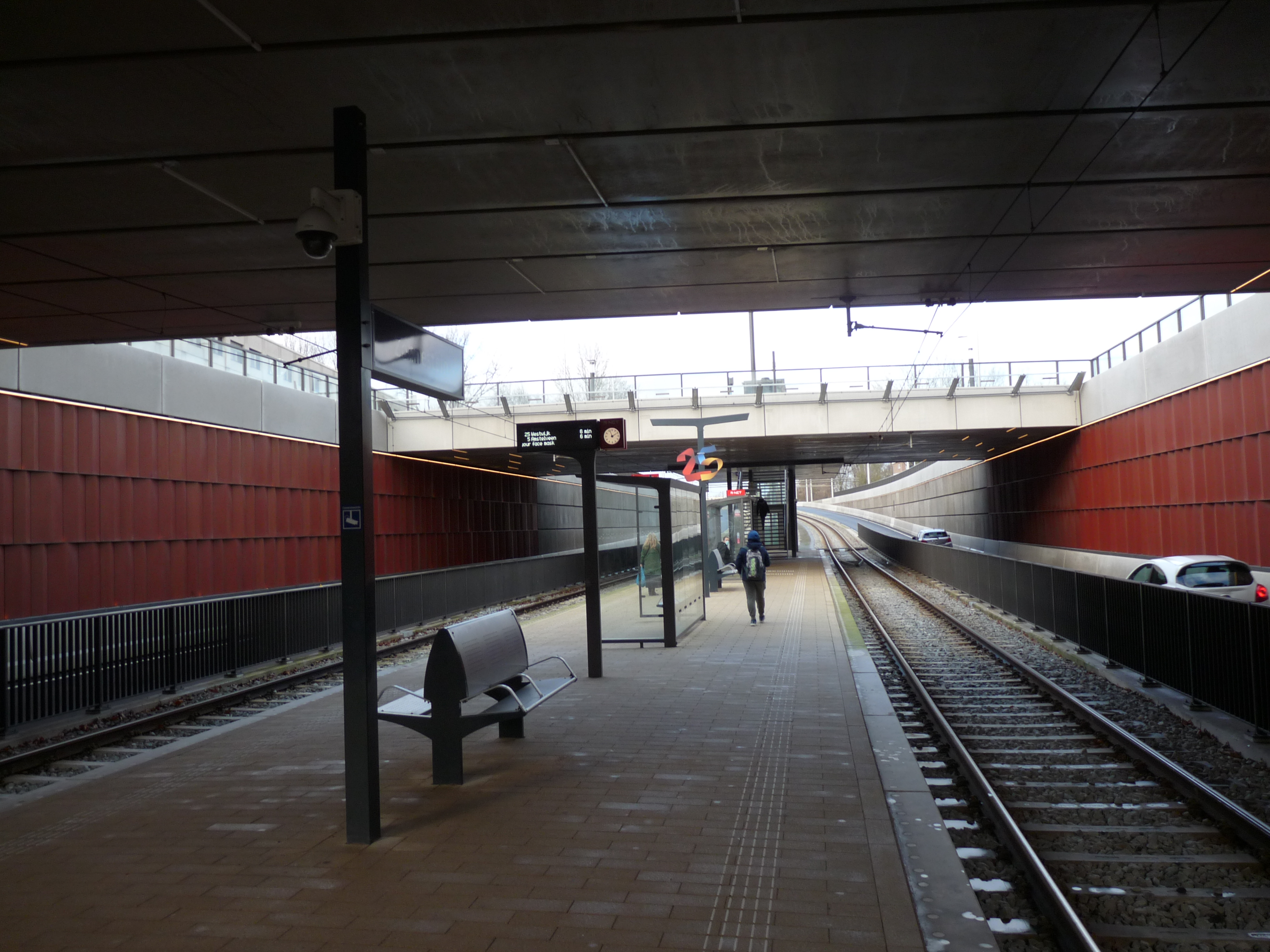
De nieuwe tramhalte, vlak na de opening in 2020

In de plannen voor de vernieuwde Amstelveenlijn, waarvan de werkzaamheden in voorjaar 2019 zijn gestart en in 2020 werden voltooid, werd de kruising van Beneluxbaan met de Straat van Messina ongelijkvloers gemaakt. Hierbij verschenen in de Straat van Messina een tweetal viaducten over de verdiept liggende Beneluxbaan met op maaiveldniveau een rotonde voor afslaand verkeer met een prominente plaats voor het langzaam verkeer. De doorgaande enkele rijstroken van Beneluxbaan en de vernieuwde halte Zonnenstein kwamen daarbij verdiept te liggen, in een open tunnelbak met voor de tram een eilandperron, dit in tegenstelling tot de oorspronkelijke zijperrons. Het perron is door middel van trappen en een lift verbonden met het maaiveld. Tevens ligt de halte nu onder de kruising in plaats van ten noorden daarvan. De vernieuwde halte is op 25 mei 2020 in gebruik genomen.
Centraal Station (NS) ·
Nieuwmarkt ·
Waterlooplein ·
Weesperplein ·
Wibautstraat ·
Amstelstation (NS) ·
Spaklerweg ·
Overamstel ·
Station RAI (NS) ·
Station Zuid (NS) ·
De Boelelaan / VU ·
A.J. Ernststraat ·
Van Boshuizenstraat ·
Uilenstede ·
Kronenburg ·
Zonnestein ·
Onderuit ·
Oranjebaan ·
Amstelveen Centrum ·
Ouderkerkerlaan ·
Sportlaan ·
Marne ·
Gondel ·
Meent ·
Brink ·
Poortwachter ·
Spinnerij ·
Sacharovlaan ·
Westwijk